# Прима, Софи
Софи Прима (фр. Sophie Primas; род. 7 июня 1962[…], Сен-Манде) — французский политик, официальный представитель правительства (с 2024).

## Биография
Родилась 7 июня 1962 года в Сен-Манде, окончила Высшую школу экономических и коммерческих наук и Политехнический институт UniLaSalle. Политическую карьеру начала в мэрии города Обержанвиль в департаменте Ивелин, в 2014—2017 годах являлась мэром города.
11 июня 2010 года стала депутатом Национального собрания и сохраняла мандат до 25 сентября 2011 года. В конце того же года стала сенатором Франции. В 2014 году при поддержке Николя Саркози заняла должность заместителя генерального секретаря Союза за народное движение. В 2022 году участвовала в президентской кампании Валери Пекресс. 4 октября 2023 года избрана вице-президентом Сената в качестве представителя партии Республиканцы, 11 июня 2024 года объявила о выходе из партии в знак протеста против решения её лидера Эрика Сьотти о политическом сотрудничестве с Национальным объединением.
21 сентября 2024 года было сформировано правительство Барнье, в котором Софи Прима назначена министром-делегатом при министре Европы и по иностранным делам, отвечала за вопросы внешней торговли и французов за рубежом.
23 декабря 2024 года при формировании правительства Байру назначена министром-делегатом при премьер-министре, официальными представителем правительства.